# Équipe de Russie masculine de handball
Cet article traite de l'équipe masculine. Pour l'équipe féminine, voir Équipe de Russie féminine de handball.
Maillots
Dernière mise à jour : 21 mai 2019.
L'équipe de Russie masculine de handball représente la Fédération russe de handball lors des compétitions internationales, notamment aux Jeux olympiques et aux Championnats du monde. Elle a pris la succession en 1993 de l'équipe d'Union soviétique (jusqu'en 1991) et de celle de la CEI (appelée Équipe unifiée aux Jeux olympiques de 1992 à Barcelone) et a ainsi hérité de leur palmarès. Elle est avec notamment quatre titres (1976, 1988, 1992, 2000) l'équipe en tête du palmarès olympique et fut la première de l'histoire en 2000 à avoir remporté les trois tournois majeurs (Jeux olympiques, Championnat du monde et Championnat d'Europe) avant d'être rejointe par la France en 2008.

## Historique

### URSS et Équipe unifiée: une grande nation du handball
La Russie a hérité du palmarès de l'Union soviétique (jusqu'en 1991) et de l'Équipe unifiée aux Jeux olympiques d'été de 1992 à Barcelone.

### L'héritage soviétique: la poursuite des succès et des trophées

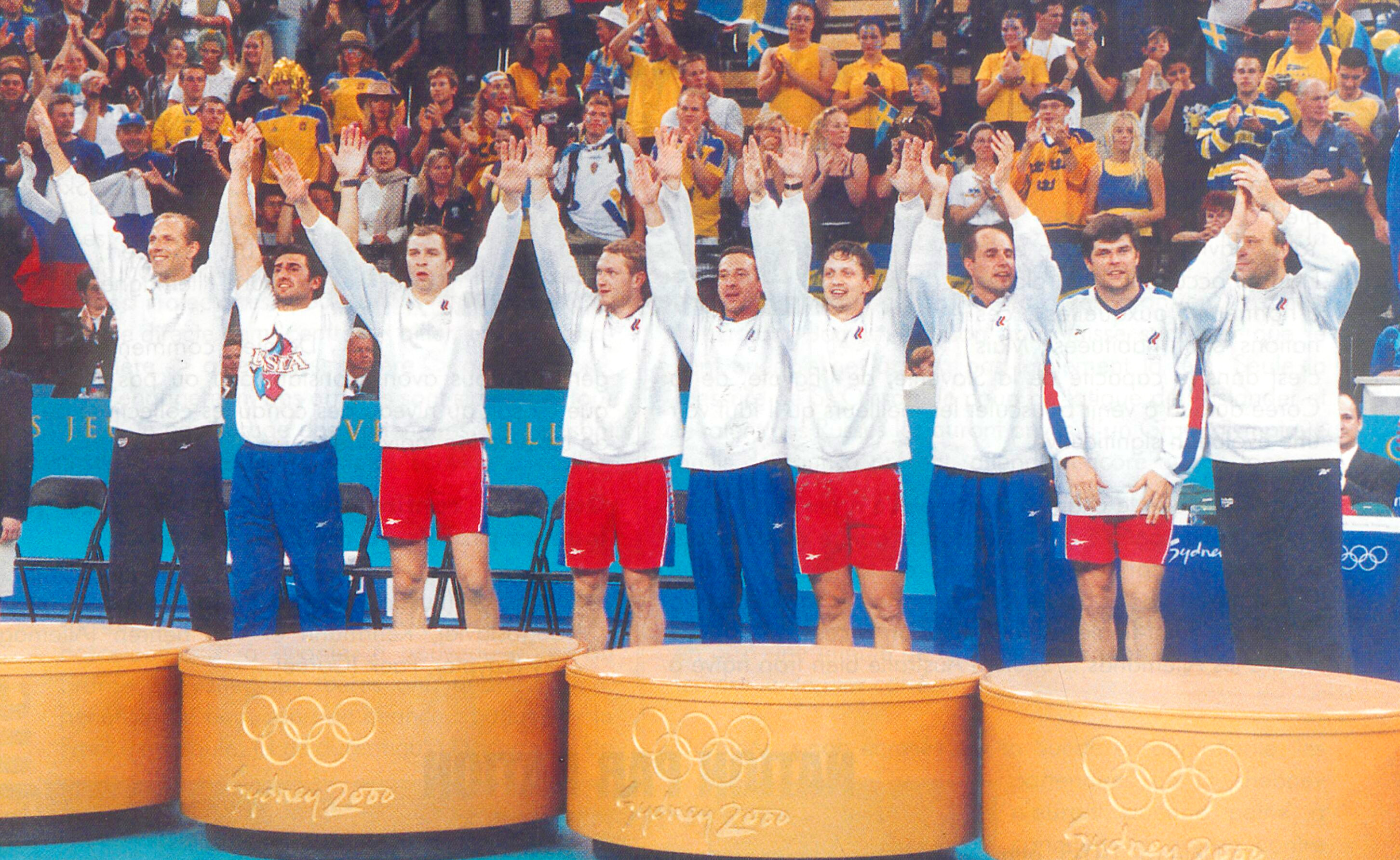
Les Russes sont champions olympiques en 2000.

Sous la houlette de Vladimir Maksimov, la Russie récolte les fruits de l'excellence soviétique et s'impose comme une nation forte du handball mondial des années 1990. Elle remporte notamment le Championnat du monde en 1993 et en 1997, le Championnat d'Europe en 1996 et les Jeux olympiques en 2000.

### Le tournant des années 2000: une équipe sur le déclin sans aucun nouveau podium
Le changement de millénaire est préjudiciable aux Russes car, hormis une médaille de bronze aux Jeux olympiques d'Athènes en 2004 remportée par les vétérans Lavrov (42 ans), Toutchkine (40 ans), Koudinov (35 ans) et Gorpichine (34 ans), ils ne sont plus parvenus à atteindre les demi-finales d'une grande compétition internationale depuis leur titre olympique de Sydney en 2000.
En 2008, après les Jeux olympiques d'été de Pékin terminés à la 6e place, Maksimov quitte son poste de sélectionneur et est remplacé par Nikolaï Chigarev. À la suite de l'élimination de la Russie lors des barrages de qualification du championnat du monde 2011, Chigarev est remercié et Maksimov est rappelé à la tête de l'équipe nationale. S'il parvient la qualification pour l'Euro 2012, la Russie est éliminée dès le tour préliminaire et n'obtient ainsi pas de place qualificative pour les Jeux olympiques d'été de 2012. Maksimov tire cette fois-ci définitivement sa révérence.
Oleg Koulechov prend alors sa succession en 2012, mais à la suite d'une décevante 19e place au Mondial 2015 au Qatar, Koulechov est démis de ses fonctions et remplacé par un autre ancien international, Dimitri Torgovanov, assisté de Lev Voronine. Cependant, ceux-ci n'ont pas le temps de qualifier la Russie aux JO 2016.

L'équipe nationale de Russie
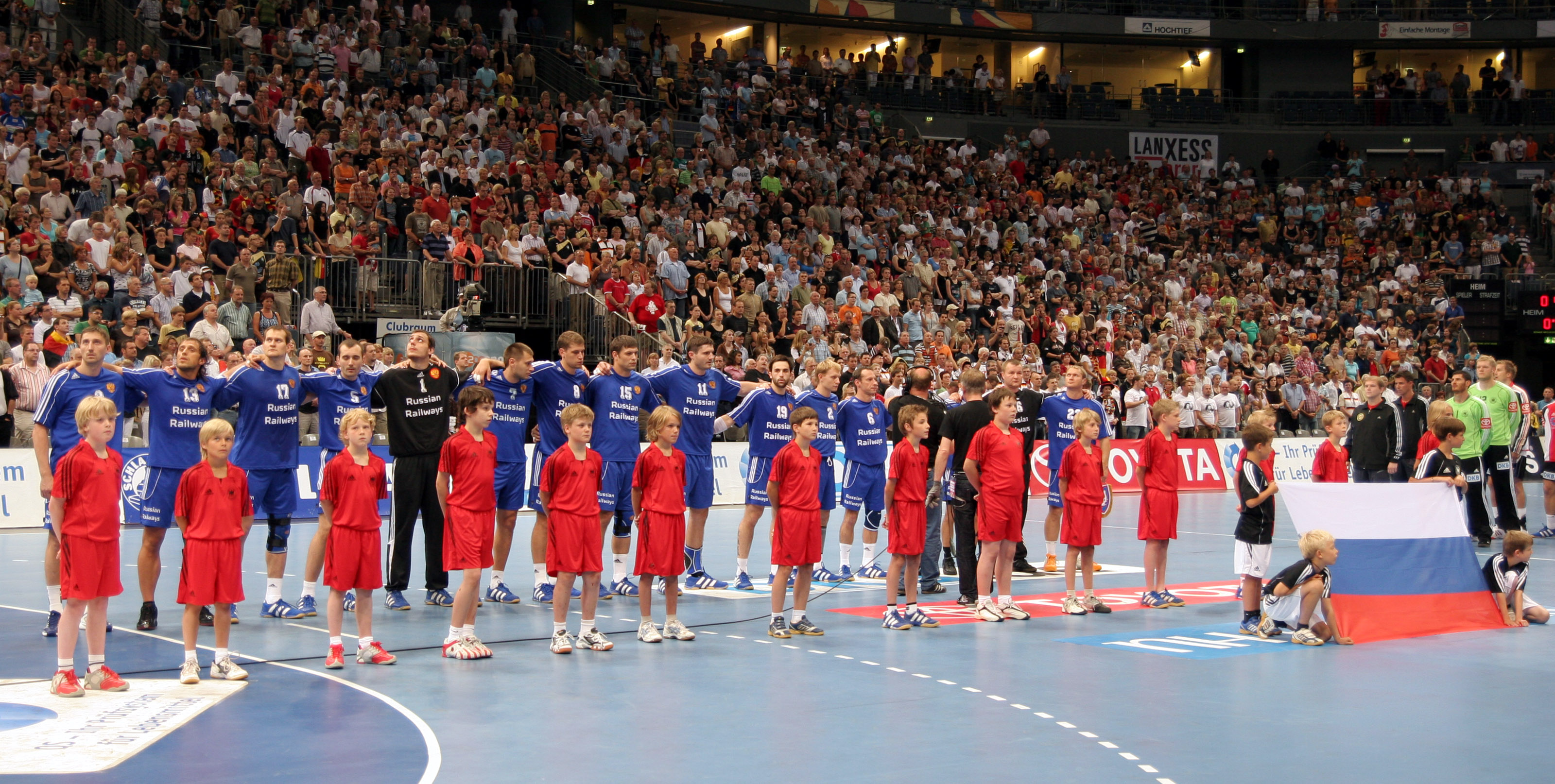
En 2008
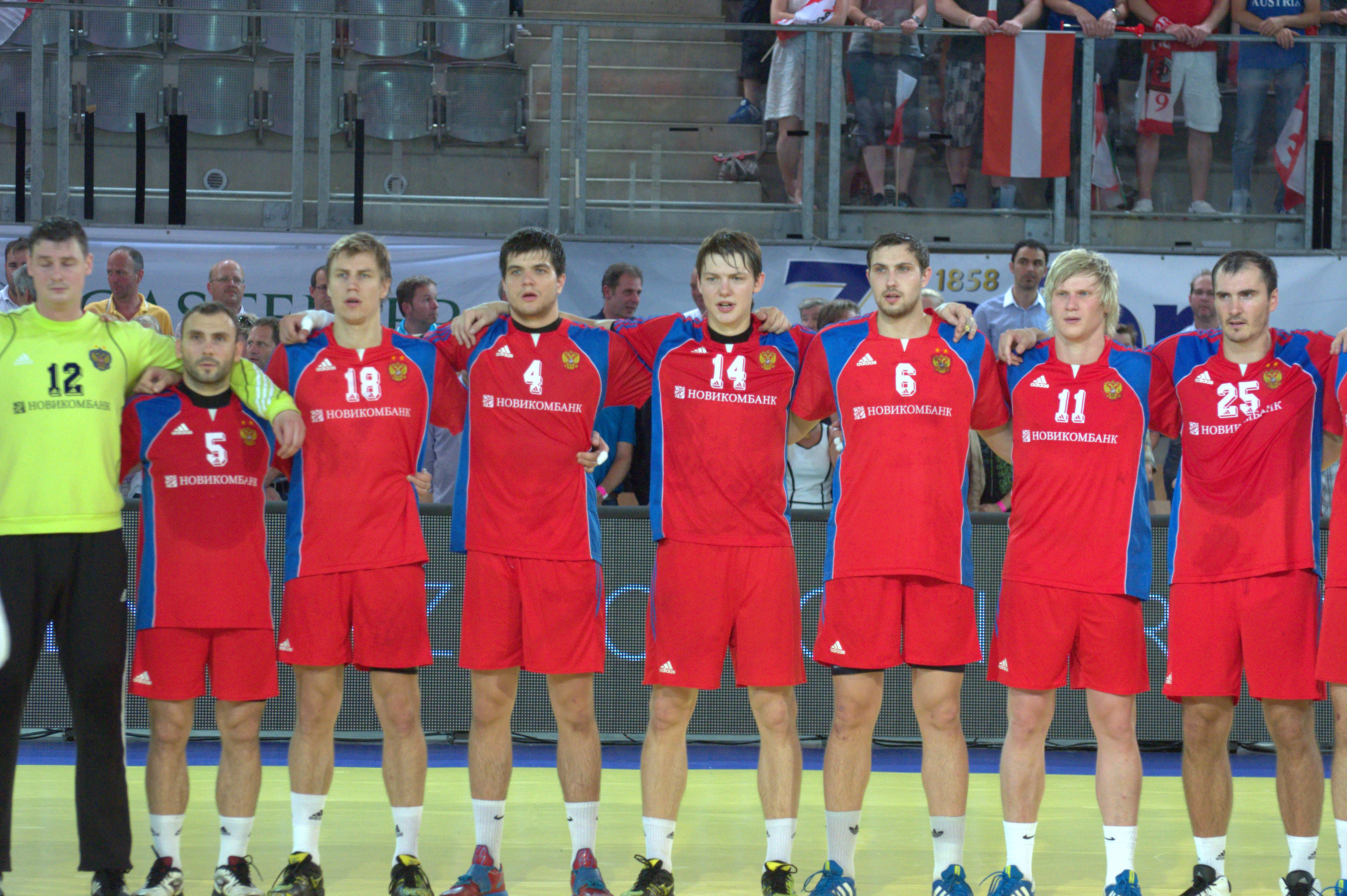
En 2013
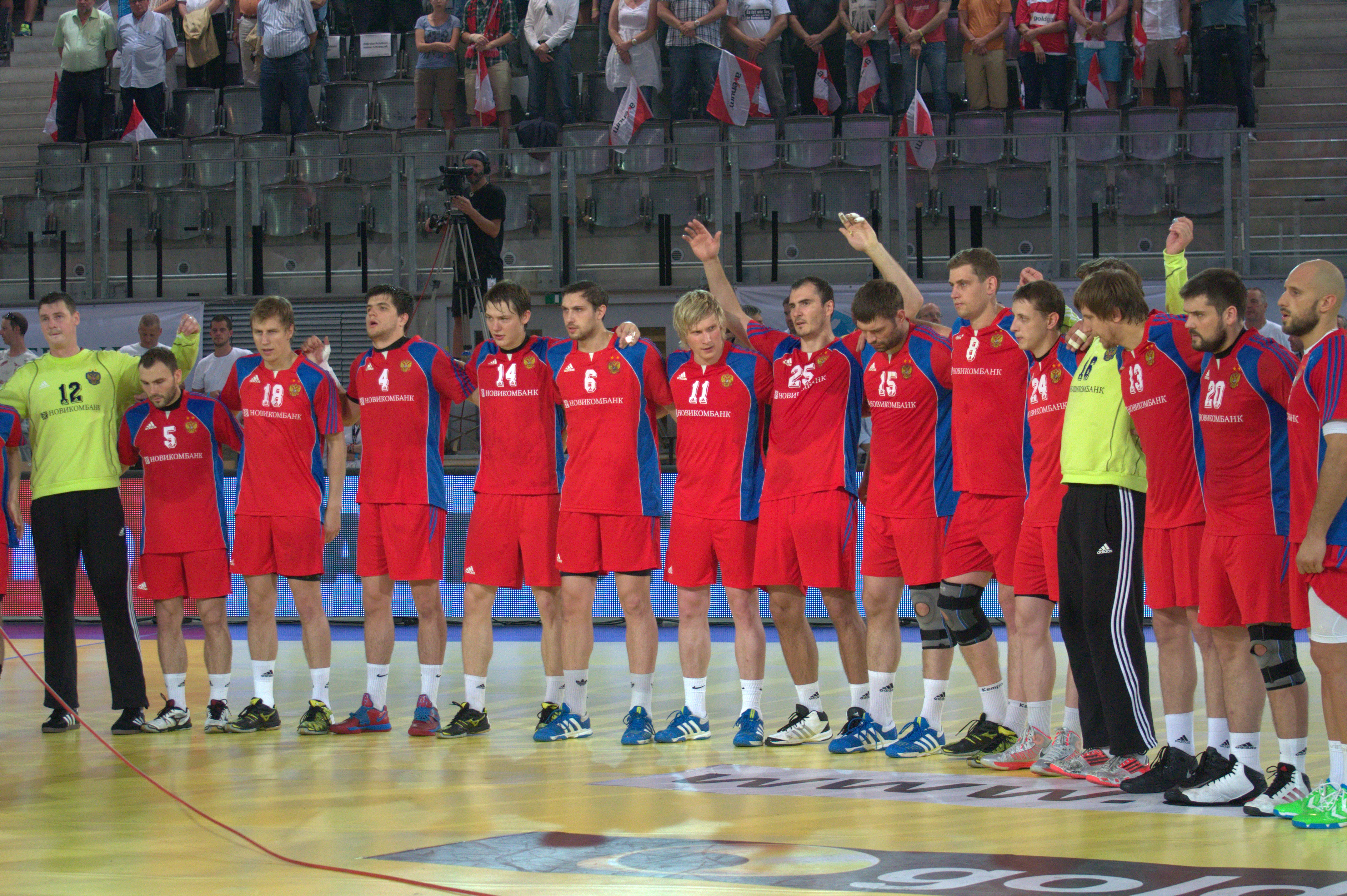
En 2013
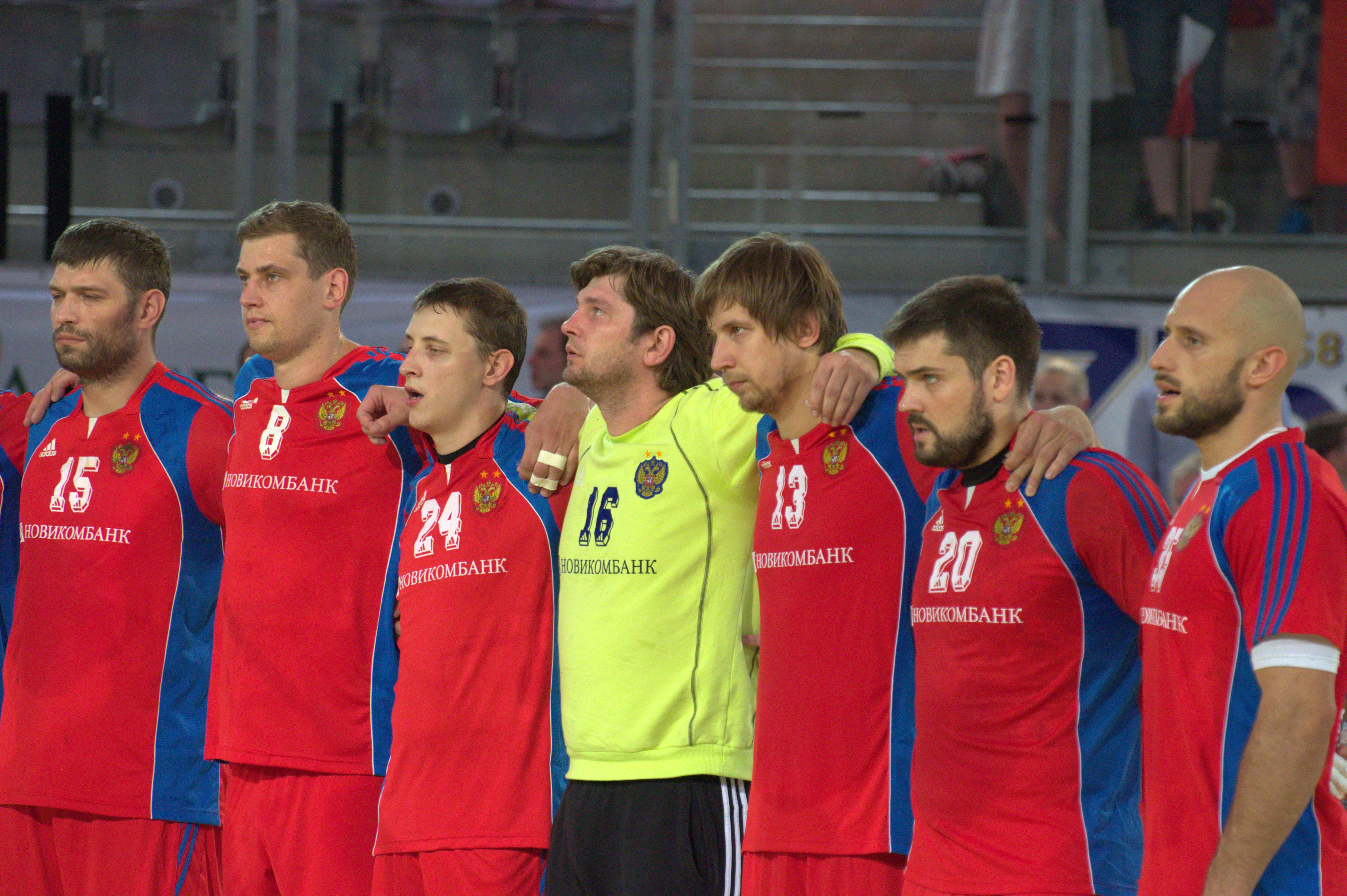
En 2013

## Palmarès
Jeux olympiques
- (1976, 1988, 1992, 2000)  Record
- (1980)
- (2004)

Championnat du monde
- (1982, 1993, 1997)
- (1978, 1990, 1999)

Championnat d'Europe
- (1996)
- (1994, 2000)

Coupe intercontinentale. 
- (2002)

### Parcours détaillé
| Nation           | Édition             | Rang |
| ---------------- | ------------------- | --- |
| Union soviétique | Munich 1972         | 5e place |
| Union soviétique | Montréal 1976       | championne |
| Union soviétique | Moscou 1980         | vice-championne |
| Union soviétique | Los Angeles 1984    | Boycott |
| Union soviétique | Séoul 1988          | championne |
| Équipe unifiée   | Barcelone 1992      | championne |
| Russie           | Atlanta 1996        | 5e place |
| Russie           | Sydney 2000         | championne |
| Russie           | Athènes 2004        | 3e place |
| Russie           | Pékin 2008          | 6e place |
| Russie           | Londres 2012        | non qualifiée |
| Russie           | Rio de Janeiro 2016 | non qualifiée |
| Russie           | Tokyo 2020          | non qualifiée |
| Russie           | Pars 2024           | non qualifiée |
| Total            | 8 (+1)/14           | Médaille d'or, Jeux olympiques · Médaille d'or, Jeux olympiques · Médaille d'or, Jeux olympiques · Médaille d'or, Jeux olympiques · Médaille d'argent, Jeux olympiques · Médaille de bronze, Jeux olympiques |

| Nation | Édition                  | Rang                                                                          |
| ------ | ------------------------ | ----------------------------------------------------------------------------- |
| Russie | Portugal 1994            | vice-championne                                                               |
| Russie | Espagne 1996             | championne                                                                    |
| Russie | Italie 1998              | 4e place                                                                      |
| Russie | Croatie 2000             | vice-championne                                                               |
| Russie | Suède 2002               | 5e place                                                                      |
| Russie | Slovénie 2004            | 5e place                                                                      |
| Russie | Suisse 2006              | 6e place                                                                      |
| Russie | Norvège 2008             | 13e place                                                                     |
| Russie | Autriche 2010            | 12e place                                                                     |
| Russie | Serbie 2012              | 15e place                                                                     |
| Russie | Danemark 2014            | 9e place                                                                      |
| Russie | Pologne 2016             | 9e place                                                                      |
| Russie | Croatie 2018             | non qualifiée                                                                 |
| Russie | / Aut./Nor./Suè. 2020    | 22e place                                                                     |
| Russie | / Hongrie/Slovaquie 2022 | 9e place                                                                      |
| Russie | Allemagne 2024           | Disqualifié                                                                   |
| Total  | 13/15                    | Médaille d'or, Europe · Médaille d'argent, Europe · Médaille d'argent, Europe |

| Nation           | Édition                    | Rang |
| ---------------- | -------------------------- | --- |
| Union soviétique | Allemagne 1938             | non qualifiée |
| Union soviétique | Suède 1954                 | non qualifiée |
| Union soviétique | Allemagne de l'Est 1958    | non qualifiée |
| Union soviétique | Allemagne de l'Ouest 1961  | non qualifiée |
| Union soviétique | Tchécoslovaquie 1964       | 5e place |
| Union soviétique | Suède 1967                 | 4e place |
| Union soviétique | France 1970                | 9e place |
| Union soviétique | Allemagne de l'Est 1974    | 5e place |
| Union soviétique | Danemark 1978              | vice-championne |
| Union soviétique | Allemagne de l'Ouest 1982  | championne |
| Union soviétique | Suisse 1986                | 10e place |
| Union soviétique | Tchécoslovaquie 1990       | vice-championne |
| Russie           | Suède 1993                 | championne |
| Russie           | Islande 1995               | 5e place |
| Russie           | Japon 1997                 | championne |
| Russie           | Égypte 1999                | vice-championne |
| Russie           | France 2001                | 6e place |
| Russie           | Portugal 2003              | 5e place |
| Russie           | Tunisie 2005               | 8e place |
| Russie           | Allemagne 2007             | 6e place |
| Russie           | Croatie 2009               | 16e place |
| Russie           | Suède 2011                 | non qualifiée |
| Russie           | Espagne 2013               | 7e place |
| Russie           | Qatar 2015                 | 19e place |
| Russie           | France 2017                | 12e place |
| Russie           | / Allem./Danem. 2019       | 14e place |
| Russie           | Égypte 2021                | 14e place |
| Russie           | / Suède et Pologne 2023    | Disqualifié |
| Russie           | / Norv., Cro. et Dan. 2025 | Exclue des qualifications |
| Total            | 22/29                      | Médaille d'or, monde · Médaille d'or, monde · Médaille d'or, monde · Médaille d'argent, monde · Médaille d'argent, monde · Médaille d'argent, monde |

## Effectif actuel
Les 22 joueurs sélectionnées pour disputer l'Euro 2022 sont :

## Personnalités emblématiques

### Joueurs
Onze joueurs russes ont remporté les trois compétitions majeures, Jeux olympiques, Championnat du monde et Championnat d'Europe sous un maillot ou un autre (URSS, Équipe unifiée, Russie) : 
- Dimitri Filippov, Valeri Gopine, Oleg Grebnev, Oleg Kisselev, Vassili Koudinov, Stanislav Koulintchenko, Denis Krivochlikov, Andreï Lavrov, Igor Lavrov, Sergueï Pogorelov, Pavel Soukossian, Dimitri Torgovanov, Lev Voronine.

Autres joueurs emblématiques
- Vladimir Maksimov
- // Talant Dujshebaev
- Viatcheslav Gorpichine
- Édouard Kokcharov
- Igor Tchoumak
- Alexandre Toutchkine

### Sélectionneurs
- Vladimir Maksimov : de 1992 à 2004
  -  Anatoli Drachev (ru) : adjoint de 1998 à 2004
- Anatoli Drachev (ru) : de 2004 à 2005
- Vladimir Maksimov : de 2005 à 2008
- Nikolaï Chigarev : de 2008 à 2010
- Vladimir Maksimov : de 2010 à 2012
- Oleg Koulechov : de 2012 à 2015
- Dimitri Torgovanov : de 2015 à 2017
  -  Lev Voronine : adjoint de 2015 à 2017
- Édouard Kokcharov : de 2017 à 2020
- / Velimir Petković : de 2020 à 2024
- inconnu :  à compter de l'été 2024

## Confrontations contre la France
| Date            | Rencontres | Victoires | Nuls | Défaites | Buts pour | Buts contre | Différence |
| --------------- | ---------- | --------- | ---- | -------- | --------- | ----------- | ---------- |
| 20 juillet 2008 | 38         | 14        | 3    | 21       | 967       | 953         | +8         |
| 17 janvier 2019 | 44         | 20        | 3    | 21       | 1147      | 1105        | +42        |

Voir aussi Liste des matchs contre l'URSS